# Покрово-Марфинский сельсовет
Покрово-Марфинский сельсовет — муниципальное образование со статусом сельского поселения в Знаменском районе Тамбовской области. Административный центр — село Покрово-Марфино.

## История
Покрово-Марфинский сельсовет образован в 1918 году. 
С 1918 по 1928 год входил в состав — Покровско-Марфинской волости Тамбовского уезда, с 1928 по 1937 год — Покрово-Марфинский сельсовет подчинялся президиуму Покрово-Марфинского райисполкома, с 1937 по 1959 год — Покрово-Марфинский райисполкому, с 1960 по 1962 год — Покрово-Марфинский сельсовет входил в состав Знаменского района, с 1963 по январь 1965 года — Покрово-Марфинский сельсовет входил в состав Тамбовского района, с января 1965 года по настоящее время Покрово-Марфинский сельсовет входит в состав муниципального образования «Знаменский район».
В соответствии с Законом Тамбовской области от 17 сентября 2004 года № 232-З установлены границы муниципального образования и статус сельсовета как сельского поселения.
В соответствии с Законом Тамбовской области 26 ноября 2008 года № 459-З в состав сельсовета включены упразднённые Алексеевский и Новознаменский сельсоветы.

## Население
| 2010  | 2012  | 2013  | 2014  | 2015  | 2016  | 2017  |
| ----- | ----- | ----- | ----- | ----- | ----- | ----- |
| 2368  | ↘2327 | ↘2302 | ↘2215 | ↘2168 | ↘2121 | ↘2081 |
| 2018  | 2019  | 2020  | 2021  |       |       |       |
| ↘2048 | ↘1979 | ↘1938 | ↘1708 |       |       |       |

## Состав сельского поселения
| №  | Населённый пункт     | Тип населённого пункта       | Население |
| -- | -------------------- | ---------------------------- | --------- |
| 1  | Алексеевка           | деревня                      | 369       |
| 2  | Борозда              | деревня                      | 161       |
| 3  | Букари               | деревня                      | 22        |
| 4  | Булгаково-Дергачёвка | деревня                      | 63        |
| 5  | Егоровка             | деревня                      | 75        |
| 6  | Ильинка              | деревня                      | 73        |
| 7  | Коровино             | посёлок                      | 6         |
| 8  | Матвеевка            | деревня                      | 129       |
| 9  | Николаевка           | деревня                      | 45        |
| 10 | Новознаменка         | село                         | 367       |
| 11 | Покрово-Марфино      | село, административный центр | 751       |
| 12 | Прогресс             | деревня                      | 27        |
| 13 | Прудки               | деревня                      | 98        |
| 14 | Сергиевка            | деревня                      | 53        |
| 15 | Тарбеевка            | деревня                      | 32        |
| 16 | Третьяковка          | деревня                      | 27        |
| 17 | Тюменевка            | деревня                      | 70        |

### Упразднённые населённые пункты
- Ивановка — упразднённая в 1978 году деревня;
- Сергиевка 2-я — упразднённая в 1975 году деревня;
- Ольховка — упразднённое в 1996 году село;

- Восьмая Ольховка — упразднённая в 1975 году деревня;
- Марьино-Ольшанка — упразднённая в 1978 году деревня;
- Путь крестьянина — упразднённый в 1976 году посёлок;
- Новоникольское — упразднённая в 1996 году деревня;
- Садчиково — упразднённая в 1972 году деревня;
- Тюменевский — упразднённый в 1996 году посёлок;
- Тюменевский-1-й — упразднённый в 1996 году посёлок
- Тюменевский-2-й — упразднённый в 1996 году посёлок
- Казаковка — упразднённая в 1978 году деревня;
- Коноплянка — упразднённая деревня.
- Солдатские Выселки — упразднённый в 1978 году посёлок;
- Струковские Верхи — упразднённая в 1978 году деревня;
- Аносово — упразднённая в 1996 году деревня.
- Викентьевский — упразднённая в 1996 году посёлок.